# Epidendrum constricolumna
Epidendrum constricolumna är en orkidéart som beskrevs av Hágsater, Chocce och E.Santiago. Epidendrum constricolumna ingår i släktet Epidendrum och familjen orkidéer. Inga underarter finns listade i Catalogue of Life.